# Boston Marathon 2010

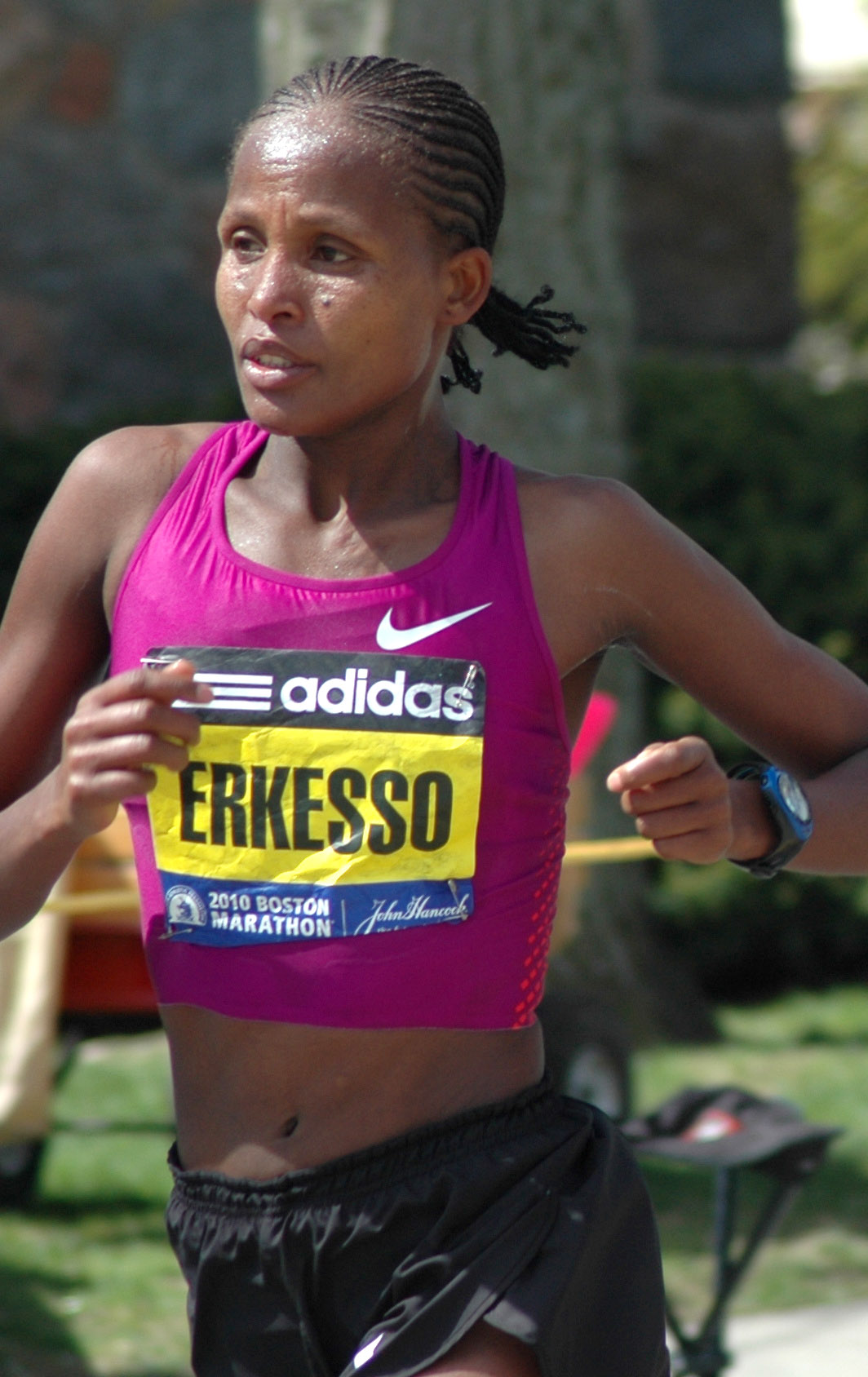
Teyba Erkesso op weg naar haar overwinning.

De Boston Marathon 2010 werd gelopen op maandag 19 april 2010. Het was de 114e editie van deze marathon.
De overwinning was weggelegd voor de Keniaan Robert Kiprono Cheruiyot. In een tijd van 2:05.52 eindigde hij met een comfortabele voorsprong op twee Ethiopiërs, Kebede Tekeste en Deriba Merga, de winnaar van 2009.
Bij de vrouwen ging de overwinning wel naar Ethiopië: Teyba Erkesso won in de eindsprint van de Russische Tatjana Poesjkarjova in een tijd van 2:26.11.

## Uitslagen

### Mannen
| rang   | naam                     | land | tijd    |
| ------ | ------------------------ | ---- | ------- |
| Goud   | Robert Kiprono Cheruiyot | KEN  | 2:05.52 |
| Zilver | Kebede Tekeste           | ETH  | 2:07.23 |
| Brons  | Deriba Merga             | ETH  | 2:08.39 |
| 4      | Ryan Hall                | USA  | 2:08.41 |
| 5      | Meb Keflezighi           | USA  | 2:09.26 |
| 6      | Gashaw Asfaw             | ETH  | 2:10.53 |
| 7      | John Komen               | KEN  | 2:11.48 |
| 8      | Moses Kipkosgei Kigen    | KEN  | 2:12.04 |
| 9      | Jason Lehmkuhle          | USA  | 2:12.24 |
| 10     | Alejandro Suarez         | MEX  | 2:12.33 |

### Vrouwen
| rang   | naam                    | land | tijd    |
| ------ | ----------------------- | ---- | ------- |
| Goud   | Teyba Erkesso           | ETH  | 2:26.11 |
| Zilver | Tatjana Poesjkarjova    | RUS  | 2:26.14 |
| Brons  | Salina Kosgei           | KEN  | 2:28.35 |
| 4      | Woinshet Girma          | ETH  | 2:28.36 |
| 5      | Bruna Genovese          | ITA  | 2:29.12 |
| 6      | Lidia Grigorjeva        | RUS  | 2:30.31 |
| 7      | Yurika Nakamura         | JPN  | 2:30.40 |
| 8      | Sun Weiwei              | CHN  | 2:31.14 |
| 91     | Albina Mayorova-Ivanova | RUS  | 2:31.55 |
| 10     | Agnes Kiprop            | KEN  | 2:33.21 |

1De Russische Nailja Joelamanova finishte als negende in 2.31:48, maar werd later gediskwalificeerd wegens dopinggebruik.
1897 ·
1898 ·
1899 ·
1900 ·
1901 ·
1902 ·
1903 ·
1904 ·
1905 ·
1906 ·
1907 ·
1908 ·
1909 ·
1910 ·
1911 ·
1912 ·
1913 ·
1914 ·
1915 ·
1916 ·
1917 ·
1918 ·
1919 ·
1920 ·
1921 ·
1922 ·
1923 ·
1924 ·
1925 ·
1926 ·
1927 ·
1928 ·
1929 ·
1930 ·
1931 ·
1932 ·
1933 ·
1934 ·
1935 ·
1936 ·
1937 ·
1938 ·
1939 ·
1940 ·
1941 ·
1942 ·
1943 ·
1944 ·
1945 ·
1946 ·
1947 ·
1948 ·
1949 ·
1950 ·
1951 ·
1952 ·
1953 ·
1954 ·
1955 ·
1956 ·
1957 ·
1958 ·
1959 ·
1960 ·
1961 ·
1962 ·
1963 ·
1964 ·
1965 ·
1966 ·
1967 ·
1968 ·
1969 ·
1970 ·
1971 ·
1972 ·
1973 ·
1974 ·
1975 ·
1976 ·
1977 ·
1978 ·
1979 ·
1980 ·
1981 ·
1982 ·
1983 ·
1984 ·
1985 ·
1986 ·
1987 ·
1988 ·
1989 ·
1990 ·
1991 ·
1992 ·
1993 ·
1994 ·
1995 ·
1996 ·
1997 ·
1998 ·
1999 ·
2000 ·
2001 ·
2002 ·
2003 ·
2004 ·
2005 ·
2006 ·
2007 ·
2008 ·
2009 ·
2010 ·
2011 ·
2012 ·
2013 ·
2014 ·
2015 ·
2016 ·
2017 ·
2018 ·
2019 ·
2020 ·
2021 ·
2022